# Magna Cum Laude
A Magna Cum Laude 1999-ben alakult magyar funk-rock együttes.

## Az együttes
A Magna Cum Laude zenekar 1999 nyarán alakult gyulai zeneszerető barátokból. Egy hónapon át tartó huzamosabb próbaidőszakot követően a zenekar egy országos tehetségkutatón, a mezőtúri Wanteden mérette meg magát, amit meg is nyert. Ezt követően, három nap alatt elkészült az első négy számot (Minden Állomás, Lemegy a Nap, Villamos, Utolsó Randevú) tartalmazó demó felvétel, melyet fél év alatt juttattak el a nagyobb kiadókhoz. Akkori menedzserük a funkys beütésű, táncolható popzene irányba terelte őket, a tizenéves korosztályt megcélozva. Nem hozott áttörést. A két teljesen autodidakta szerző már itt is magabiztos volt, jól levették az aktuális trendeket. Az énekes ekkor már zenélésből élt, egy másik formációval járta a vendéglátóipari egységeket, de a menedzserrel – aki szerint ő állt a kitörés útjában – nem jött ki, egy időre, az első videóklipek leforgatása után el is hagyta a zenekart. Ekkor Szabó Eszter lett a Magna Cum Laude énekese, de mikor ő is szerzői babérokra tört, szétváltak útjaik és újra Mező Misi lett a frontember. Elfogadták egymást és ekkortól magukat is, szakítottak a slágerzenével és a dallamosabb rock irányába fordultak.

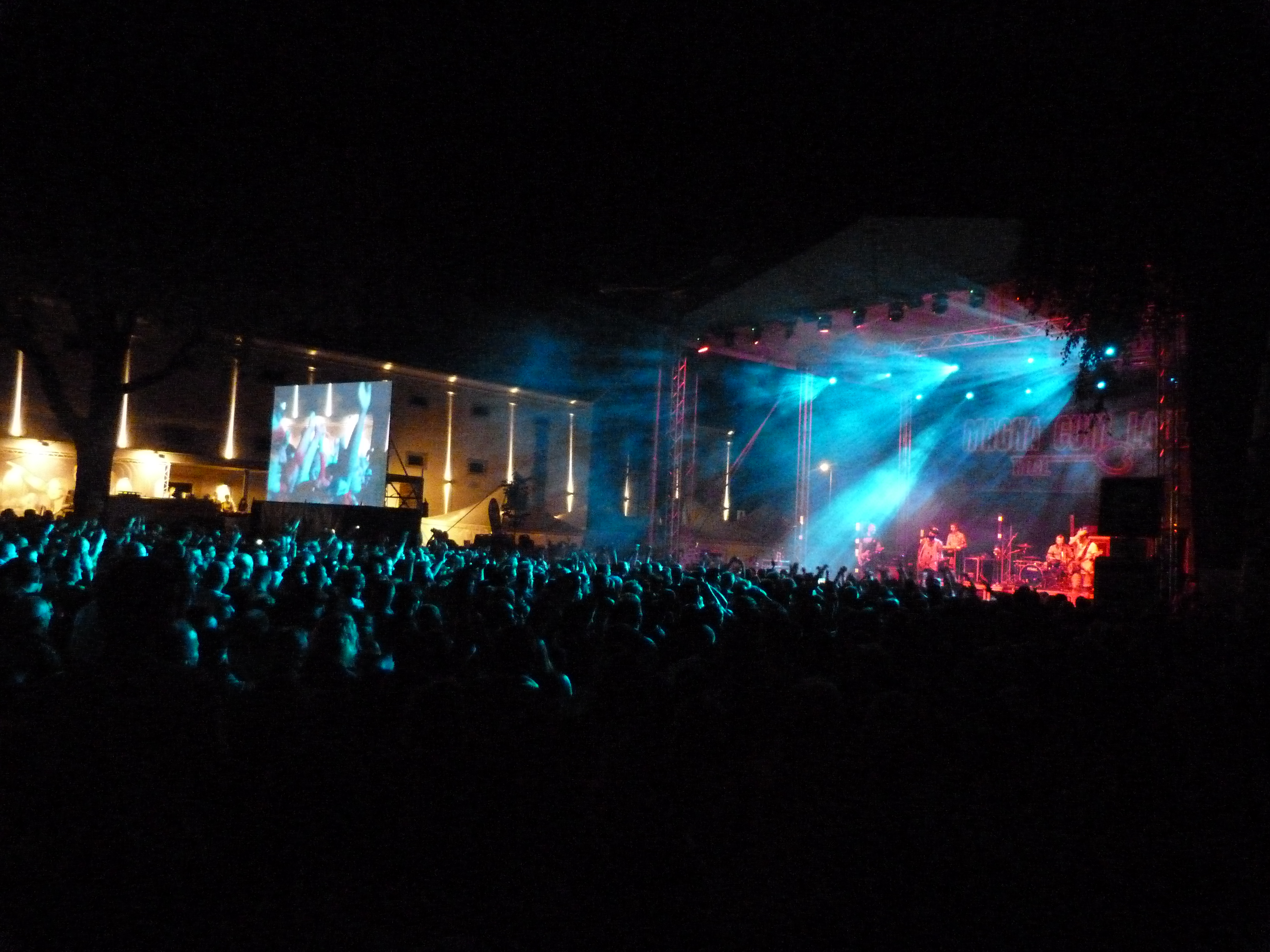
A Magna Cum Laude a 4.Mosonmagyaróvári Fesztiválon - 2013

A zenekar 2003-ban jelentette meg első albumát Hangolj át címmel. Az album 12 száma közül először az Osztály című számukból lett kislemez. A dalhoz klipet is forgattak, amely igen népszerű lett a magyar zenei televíziókban. Ezután egy nagy koncertturné következett, amin eljutottak számos klubba, megfűszerezve az ország legnagyobb fesztiváljaival és néhány meglepetés koncerttel. Később elkészült a második kislemez és videóklip is, a Lemegy a nap című számhoz, mely rádiós sláger lett.
2006. március 10-én jelent meg az együttes második albuma Minden Állomás címmel, mely később elérte az aranylemez minősítést, 2007-ben pedig „az év hazai popalbuma” kategóriában Fonogram-díjat kaptak érte. Az album legsikeresebb kislemeze a Vidéki sanzon című szám lett, melyhez egy látványos, különleges technikát alkalmazó, igazi "utazós" videó is készült. Az együttes harmadik albuma hivatalosan 2007. november 15-én jelent meg Magnatofon címmel, amiről a Színezd újra! című SZIN-re írt slágert a fesztiválozók 2011-ben egy nagy közös dalként, együtt újraalkották.
2009. június 5-én jelent meg az együttes negyedik albuma 999 címmel, melyről nagy sikert aratott a Pálinkadal című szerzemény. Az eltelt tíz év alatt országosan ismertté váltak. Jubileumi koncertjüket a Petőfi Csarnokban tartották.
Több számuk is felkérésre készült. 2007-ben Boros Gyula szervezőnek felajánlották a Színezd újra! című dalt a Szegedi Ifjúsági Napok (SZIN) himnuszának. A Pálinka dal Buza Sándor műsorvezető felkérésre készült, és ő is pályázta a Pálinkafesztiválra – bár ott nem nyert, berakták a repertoárjukba, és később számos sikert arattak vele. A Vidéki Sanzon című dal pedig a 2007-ben elkészült S.O.S. szerelem! című film betétdala lett (amit Ullmann Mónika énekelt).
2011-ben egy 25 fős katonazenekarral, az ABS Big Banddel közös projektben hangszereltek át néhány Magna-dalt swing ritmusra. A Művészetek Palotájában előadott koncert után a Margitszigeti Szabadtéri Színpadon is felléptek ugyanezzel a felállással.
Az együttes fellépésein olyan vendégművészek léptek föl, mint Lukács László, Révész Sándor, Pataky Attila, Nagy Feró, Lovasi András, vagy Cakó Ferenc
A zenekar második évtizedes jubileumát ünneplő válogatásalbumot Gyulai Húszfeldolgozó címmel 2019. február 1-jén adták ki. A korongon legnagyobb slágereik hallhatók, összesen húsz nóta, hazai rock, metál, népzenei, jazz és a populárisabb előadók megszólaltatásában. A jubileumi Aréna-koncerten számos vendégelőadó jelen volt. Fellépett többek között a Vivat Bacchus, a Magyar Virtuózok Kamarazenekar vonósnégyese és Ferenczi György is.
A tehetséges fiatalok, valamint a hátrányos helyzetben lévők megsegítésére létrehozták a Magna Cum Laude Alapítványt, amivel például 2011-ben 24 tonnányi élelmiszert és más szükségleteket, adományokat szállíttattak a Böjte Csaba atya által vezetett gyergyószentmiklósi Szent Anna Otthonba.
A tagok számára fontos, hogy ők egy vidéki, azon belül is gyulai zenekar. Ez szinte a védjegyükké vált. Ennek megerősítésére a hagyományos, disznótoros és pálinkás évzáró koncertjüket Békéscsabáról Gyulára tették át.

## Tagok
- Mező Mihály – ének, gitár
- Szabó Tibor – gitár, zeneszerző
- Kara Mihály – basszusgitár, szövegek
- Lesták Marci - billentyű (2014 óta)[13][14]
- Török Máté - dobok (2014 óta)[13][14]

Korábbi tagok
- Benedek Tamás - dobok (1999–2006)[15]
- Milek József - billentyű (1999–2008)[16]
- Kilián Imre  - dobok (2006–2014)[15]

Közreműködő zenészek
- Magda Lajos (?–2022) billentyűs hangszerek[17][18]

## Diszkográfia

### Nagylemezek
| Év   | Album                                 | Legmagasabb helyezés                   | Minősítés      |
| Év   | Album                                 | MAHASZ Top 40 album- és válogatáslemez | Minősítés      |
| ---- | ------------------------------------- | -------------------------------------- | -------------- |
| 2003 | Hangolj át - Megjelenés: 2003         | 38                                     |                |
| 2006 | Minden állomás - Megjelenés: 2006     | 12                                     | - Aranylemez   |
| 2007 | Magnatofon - Megjelenés: 2007         | 12                                     |                |
| 2009 | 999 - Megjelenés: 2009                | 1                                      | - Platinalemez |
| 2011 | Belső égés - Megjelenés: 2011         | 4                                      |                |
| 2014 | Köszönet - Megjelenés: 2014           | 10                                     |                |
| 2020 | A leghosszabb perc - Megjelenés: 2020 |                                        |                |

### Koncertlemezek
| Év   | Album                                                     | Legmagasabb helyezés                   | Minősítés    |
| Év   | Album                                                     | MAHASZ Top 40 album- és válogatáslemez | Minősítés    |
| ---- | --------------------------------------------------------- | -------------------------------------- | ------------ |
| 2009 | Jubileum - Megjelenés: 2009                               | 14                                     | - Aranylemez |
| 2010 | Csak ülünk és zenélünk - Megjelenés: 2010                 | 5                                      |              |
| 2020 | Csak ülünk és zenélünk a Vígszínházban - Megjelenés: 2020 |                                        |              |

### Válogatások
| Év   | Album                                             | Legmagasabb helyezés                   | Minősítés    |
| Év   | Album                                             | MAHASZ Top 40 album- és válogatáslemez | Minősítés    |
| ---- | ------------------------------------------------- | -------------------------------------- | ------------ |
| 2019 | Gyulai Húszfeldolgozó part 1&2 - Megjelenés: 2019 | 2                                      | - Aranylemez |

### Kis- és középlemezek
- Osztály (CD, maxi, Family (2), 2003)
- Ha lemegy a nap (CD, maxi, Magneoton, 2003)
- Te légy most... (CD, single, Magneoton, 2005)
- Vidéki sanzon (CD, maxi, Magneoton, 2005)
- Lehet, hogy eltört - feat. Sub Bass Monster (CDr, single, Magneoton, 2006)
- Visszhang (CDr, single, Magneoton, 2007)
- Átkozott nők (CDr, single, Magneoton, 2008)
- Gondatlanságból elkövetett emberölelés (CDr, single, Magneoton, 2008)
- Te leszel az ajándék a fa alatt! (single, Magneoton, 2011)
- Mid nem voltam még neked (single, Magneoton, 2012)
- Köszönet (DJ Junior & Roger Slato Remix) (maxi single, Magneoton, 2013)
- Nem, Nem, Nem (single, Magneoton, 2014)
- Tájról tájra (single, Magneoton, 2015)
- A legjobb otthon (single, Magneoton, 2015)
- Mit ér? (single, M-Prod Artist, 2018)
- Gyerünk Tavasz! (single, M-Prod Artist, 2018)

### Videóklipek
- Osztály
- Lemegy a nap
- Te légy most
- Vidéki sanzon
- Minden állomás
- Lehet hogy eltört feat. Sub Bass Monster
- Visszhang
- Színezd újra!
- Gondatlanságból elkövetett emberölelés
- Átkozott nők
- Pálinka dal
- Sirató
- Köszönet
- Tájról tájra[20]
- Mit ér[21]

### Slágerlistás dalok
| Év                  | Dal                                      | Legmagasabb helyezés | Legmagasabb helyezés   | Legmagasabb helyezés | Legmagasabb helyezés | Legmagasabb helyezés | Legmagasabb helyezés | Album          |
| Év                  | Dal                                      | VIVA Chart           | Mahasz Editors’ Choice | Mahasz Rádiós Top 40 | Mahasz Dance Top 40  | MAHASZ Single Top 40 | EURO 200             | Album          |
| ------------------- | ---------------------------------------- | -------------------- | ---------------------- | -------------------- | -------------------- | -------------------- | -------------------- | -------------- |
| 2005                | Te légy most                             | 5                    |                        |                      |                      |                      |                      | Minden állomás |
| 2006                | Vidéki sanzon                            | 2                    | 5                      | 40                   |                      | 3                    |                      | Minden állomás |
| 2006                | Minden állomás                           | 4                    |                        | 23                   |                      |                      |                      | Minden állomás |
| 2006                | Lehet hogy eltört feat. Sub Bass Monster | 3                    |                        |                      |                      |                      | 141                  | Minden állomás |
| 2007                | Visszhang                                | 10                   |                        |                      |                      |                      |                      | Magnatofon     |
| 2007                | Színezd újra!                            | 4                    | 15                     | 3                    |                      |                      | 155                  | Magnatofon     |
| 2007                | Gondatlanságból elkövetett emberölelés   | 12                   | 30                     |                      |                      |                      |                      | Magnatofon     |
| 2009                | Pálinkadal                               |                      | 30                     | 15                   | 37                   |                      |                      | 999            |
|                     |                                          | Összesítés           |                        |                      |                      |                      |                      |                |
| 1. helyezett számok |                                          |                      |                        |                      |                      |                      |                      |                |
| Top 10-be bekerült  | Top 10-be bekerült                       | 6                    | 1                      | 1                    |                      | 1                    |                      |                |
| Top 40-be bekerült  | Top 40-be bekerült                       | 7                    | 4                      | 4                    | 1                    | 1                    |                      |                |

## Elismerések és díjak
| Év   | Díj                        | Díj                                                       | Munka                   | Eredmény | Forrás |
| ---- | -------------------------- | --------------------------------------------------------- | ----------------------- | -------- | ------ |
| 2006 | VIVA Comet díj             | Legjobb új előadó                                         | Magna Cum Laude         | Jelölve  | [ 22 ] |
| 2007 | Fonogram díj               | Az év hazai pop albuma                                    | Minden állomás          | Elnyerte | [ 23 ] |
| 2007 | Fonogram díj               | Az év dala                                                | Vidéki sanzon           | Jelölve  | [ 24 ] |
| 2008 | VIVA Comet díj             | Legjobb együttes                                          | Magna Cum Laude         | Jelölve  | [ 25 ] |
| 2008 | Fonogram díj               | Az év hazai pop albuma                                    | Magnatofon              | Jelölve  | [ 26 ] |
| 2008 | Fonogram díj               | Az év dala                                                | Színezd újra            | Jelölve  | [ 26 ] |
| 2010 | Fonogram díj               | Az év hazai modern pop-rock albuma                        | 999                     | Jelölve  | [ 27 ] |
| 2010 | Fonogram díj               | Az év hazai dala                                          | Pálinka dal             | Jelölve  | [ 27 ] |
| 2012 | Fonogram díj               | Az év hazai klasszikus pop-rock albuma                    | Belső égés              | Jelölve  | [ 28 ] |
| 2012 | Transilvanian Music Awards | Az év legjobb magyar élő koncertje                        | Magna Cum Laude         | Elnyerte | [ 29 ] |
| 2015 | Fonogram díj               | Az év hazai klasszikus pop-rock albuma                    | Köszönet                | Jelölve  | [ 30 ] |
| 2016 | Fonogram díj               | Az év hazai klasszikus pop-rock albuma vagy hangfelvétele | Tájról tájra            | Jelölve  | [ 31 ] |
| 2019 | Artisjus-díj               | Az év könnyűzene-szerzője (Szabó Tibor)                   | Gyerünk tavasz, Mit ér? | Elnyerte | [ 32 ] |